# Saint-Gelais
Saint-Gelais ist eine französische Gemeinde mit 2.217 Einwohnern (Stand: 1. Januar 2022) im Département Deux-Sèvres in der Region Nouvelle-Aquitaine. Sie gehört zum Arrondissement Niort und zum Kanton La Plaine Niortaise.

## Geographie
Saint-Gelais liegt etwa acht Kilometer nordöstlich vom Stadtzentrum Niorts. am Fluss Sèvre Niortaise, in den hier der Musson einmündet. Umgeben wird Saint-Gelais von den Nachbargemeinden Cherveux im Norden und Nordosten, François im Osten, Chauray im Süden, Niort im Südwesten sowie Échiré im Westen.
Durch die Gemeinde führt die Autoroute A83.

## Bevölkerungsentwicklung
| Jahr                       | 1962 | 1968 | 1975 | 1982 | 1990 | 1999 | 2006 | 2012 | 2019 |
| Einwohner                  | 722  | 750  | 1001 | 1221 | 1400 | 1456 | 1627 | 1856 | 2136 |
| Quellen: Cassini und INSEE |      |      |      |      |      |      |      |      |      |

## Sehenswürdigkeiten
- Kirche Saint-Gelais aus dem 12. Jahrhundert, Monument historique
- Reste der protestantischen Kirche, Monument historique
- Kleines Schloss, Monument historique

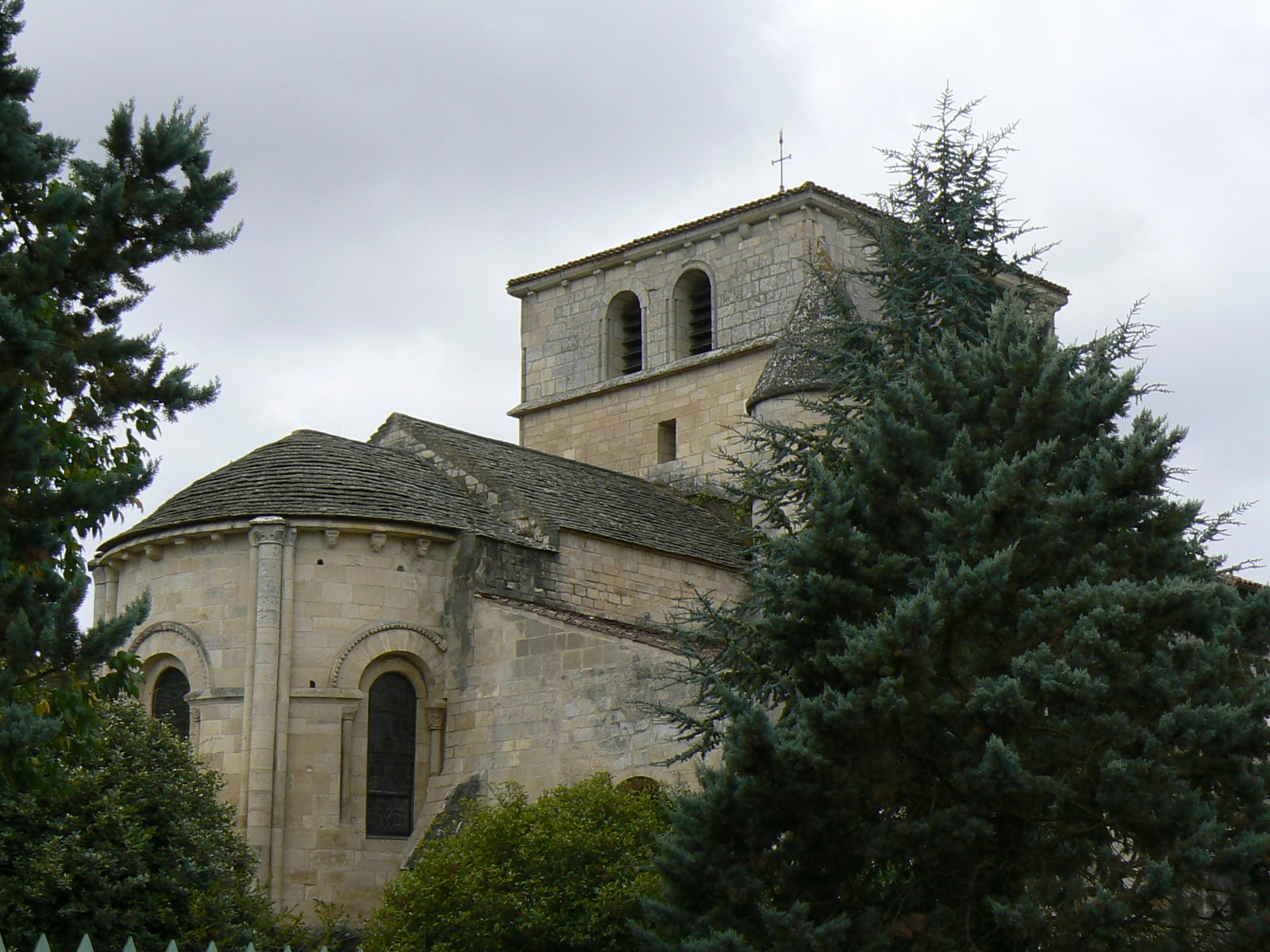
Kirche Saint-Gelais
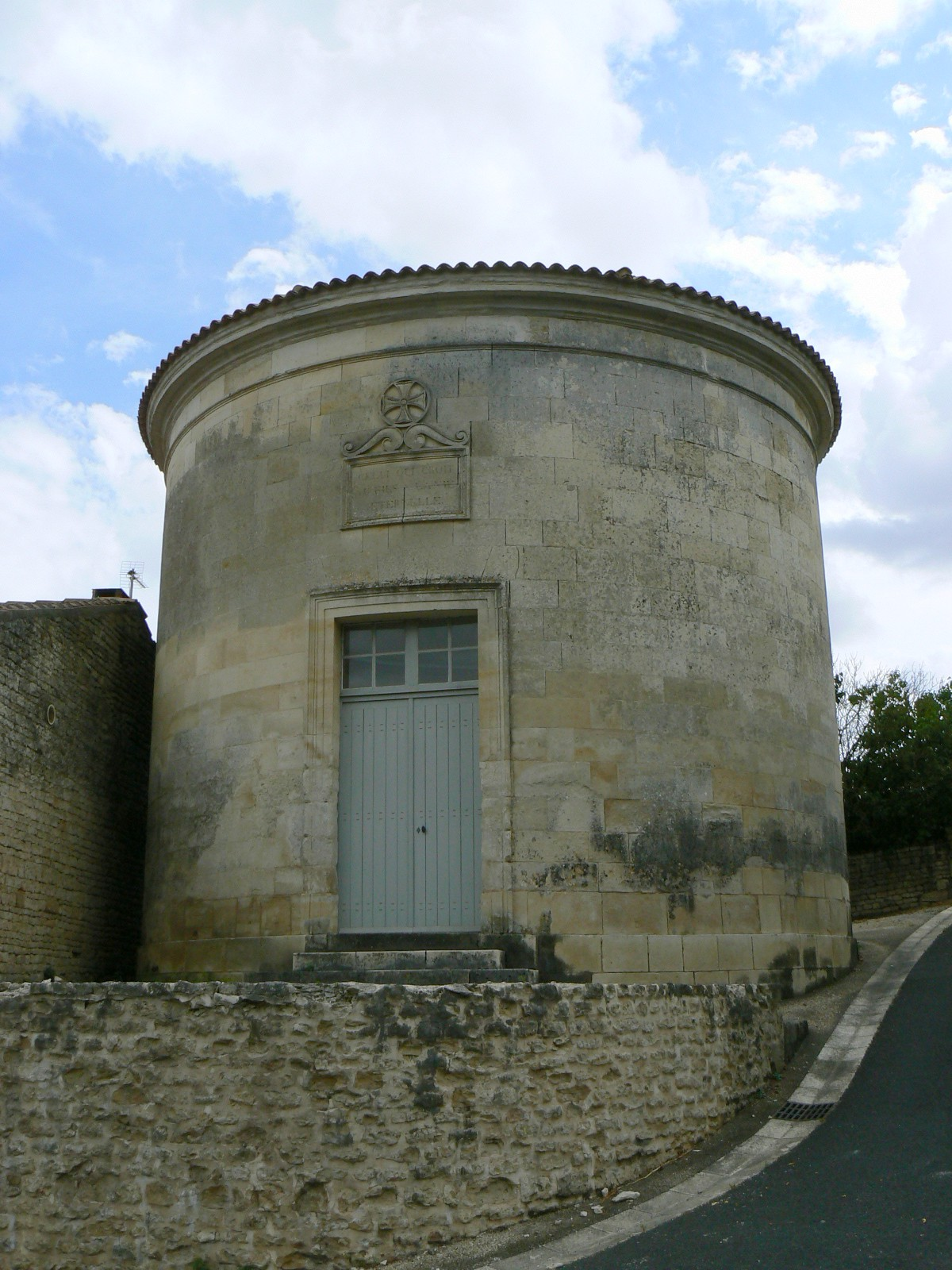
Rotunde der protestantischen Kirche
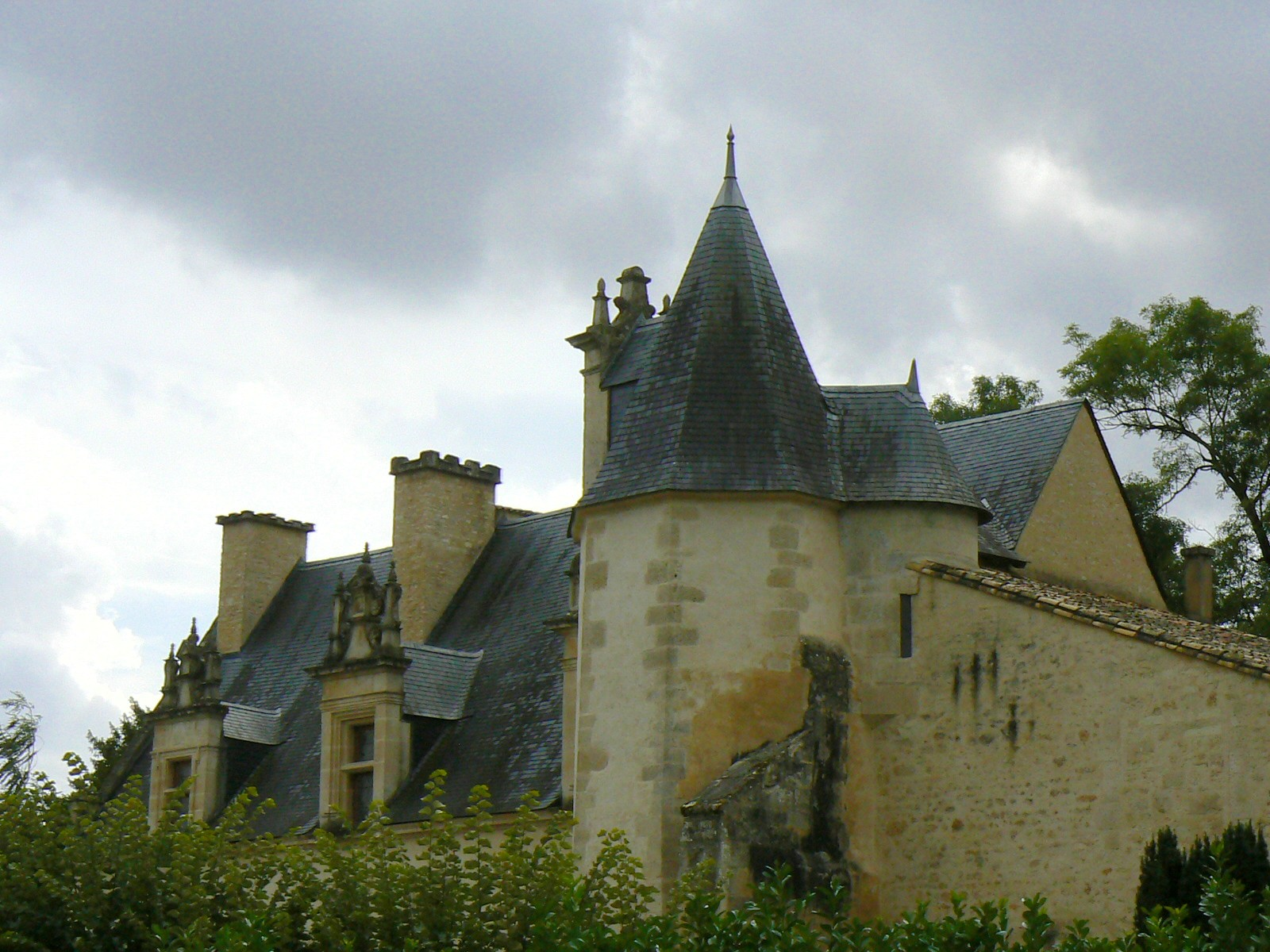
Schoss Saint-Gelais